# .iq
Pour les articles homonymes, voir IQ.
.iq est le domaine de premier niveau national (country code top level domain : ccTLD) réservé à l'Irak.